# Lajos Faragó
Lajos Faragó (Budapest, 3 agosto 1932 – 13 maggio 2019) è stato un calciatore ungherese, di ruolo portiere.
Ha partecipato alle Olimpiadi 1960.

## Carriera

### Club
Ha sempre giocato nel campionato ungherese.

### Nazionale
Ha collezionato 7 presenze con la maglia della Nazionale.